# Cheap Trick (álbum de 1997)
Cheap Trick, conocido popularmente como Cheap Trick '97, es un álbum de estudio de la banda estadounidense Cheap Trick, producido por la banda e Ian Taylor y publicado por el sello Red Ant/Alliance.

## Lista de canciones
Todas escritas por Rick Nielsen, Tom Petersson y Robin Zander excepto donde se indica
1. "Anytime" – 4:36
2. "Hard to Tell" – 4:07
3. "Carnival Game" (Zander, Nielsen, Petersson, Jerry Dale McFadden, Robert Reynolds,) – 4:13
4. "Shelter" (Jamie Mika, Nielsen, Petersson, Zander) – 4:13
5. "You Let a Lotta People Down" – 4:29
6. "Baby No More" – 2:54
7. "Yeah Yeah" (original versión) – 3:12
8. "Say Goodbye" (versión estudio) – 3:34
9. "Wrong All Along" – 2:18
10. "Eight Miles Low" – 3:28
11. "It All Comes Back to You" (Zander, Nielsen, Petersson, Jerry Dale McFadden, Robert Reynolds,) – 3:41

## Créditos
- Robin Zander – voz, guitarra, piano
- Rick Nielsen – guitarra, coros, piano
- Tom Petersson – bajo, coros
- Bun E. Carlos – batería, percusión